# Лісівська селищна рада
Лісі́вська се́лищна ра́да — адміністративно-територіальна одиниця та орган місцевого самоврядування в Олександрівському районі Кіровоградської області з адміністративним центром у смт Лісове.

## Загальні відомості
Кіровоградська обласна рада рішенням від 25 травня 2008 року в Олександрівському районі віднесла селище Лісове до категорії селищ міського типу і утворила Лісівську селищну раду.
- Населення ради: 1181 особа (станом на 2015 рік)[1]

## Населені пункти
Селищній раді підпорядковані населені пункти:
- смт Лісове

## Склад ради
Селищна рада складається з 16 депутатів та голови.
- Голова ради: Галкін Вадим Володимирович

### Керівний склад попередніх скликань
| Прізвище, ім'я, по батькові | Основні відомості                           | Дата обрання | Дата звільнення |
| --------------------------- | ------------------------------------------- | ------------ | --------------- |
| Галкін Вадим Володимирович  | Селищний голова, освіта вища, позапартійний | 31.10.2010   |                 |

### Депутати
За результатами місцевих виборів 2010 року депутатами ради стали:

#### За суб'єктами висування
| Суб'єкт висування | Кількість обраних депутатів | %   |
| ----------------- | --------------------------- | --- |
| Самовисування     | 16                          | 100 |

#### За округами
| № округу | Прізвище, ім'я, по батькові     | Дата визнання обраним | Освіта             | Партійна приналежність                  | Відомості про обраного депутата                                 |
| -------- | ------------------------------- | --------------------- | ------------------ | --------------------------------------- | --------------------------------------------------------------- |
| 1        | Шуть Олена Юріївна              | 04.11.2010            | середня спеціальна | позапартійна                            | Лісівська загальноосвітня школа І-ІІІ ст., вчитель              |
| 2        | Лозова Наталія Миколаївна       | 04.11.2010            | середня            | позапартійна                            | КЕВ м. Кіровоград, начальник теплового господарства             |
| 3        | Балановський Григорій Федорович | 04.11.2010            | середня            | позапартійний                           | військова частина А 0981, начальник авторемонтної майстерні     |
| 4        | Григор Олена Леонідівна         | 04.11.2010            | середня спеціальна | позапартійна                            | військова частинаА 0945, начальник частини МТЗ                  |
| 5        | Герешенко Ольга Петрівна        | 04.11.2010            | вища               | позапартійна                            | військова частина А 0981, юрисконсульт                          |
| 6        | Пшіник Наталія Вікторівна       | 04.11.2010            | середня спеціальна | позапартійна                            | військова частина А 0981, вихователь дитячого садка «Ялиночка»  |
| 7        | Жеглатий Владислав Миколайович  | 04.11.2010            | вища               | член Партії регіонів                    | Єлизаветградківська загальноосвітня школа, вчитель              |
| 8        | Рибалко Лариса Олександрівна    | 04.11.2010            | вища               | позапартійна                            | Лісівська загальноосвітня школа І-ІІІ ст., вчитель              |
| 9        | Дубовик Ольга Василівна         | 04.11.2010            | середня спеціальна | позапартійна                            | ПП «Філоненко», продавець                                       |
| 10       | Мєрінов Юрій Юрійович           | 04.11.2010            | вища               | позапартійний                           | військова частина А 0981, військовослужбовець                   |
| 11       | Компанієць Людмила Леонідівна   | 04.11.2010            | середня спеціальна | позапартійна                            | СТОВ «Михайлівське», вагар                                      |
| 12       | Демченко Світлана Ярославівна   | 04.11.2010            | середня спеціальна | член Політичної партії «Сильна Україна» | Лісівська селищна рада, секретар                                |
| 13       | Пономаренко Катерина Григорівна | 04.11.2010            | середня            | позапартійна                            | військова частина А 0981, технік об'єднаної ремонтної майстерні |
| 14       | Брайко Наталія Володимирівна    | 04.11.2010            | середня спеціальна | позапартійна                            | ПП «Галкіна», продавець                                         |
| 15       | Задворний Микола Васильович     | 04.11.2010            | вища               | позапартійний                           | військова частина А 0981, військовослужбовець                   |
| 16       | Бичков Роман Михайлович         | 04.11.2010            | вища               | позапартійний                           | військова частинаА 0981, військовослужбовець                    |